# Wört
Wört település Németországban, azon belül Baden-Württembergben. Lakosainak száma 1549 fő (2023. december 31.).

## Népesség
A település népessége az elmúlt években az alábbi módon változott:
| Lakosok száma | 1029 | 1044 | 1045 | 1104 | 1172 | 1388 | 1489 | 1430 | 1351 | 1549 |
|               | 1961 | 1967 | 1974 | 1980 | 1987 | 1993 | 2000 | 2006 | 2013 | 2023 |